# 呂婕妤
婕妤呂氏（しょうよ りょし、洪武26年11月2日（1393年12月5日） - 永楽11年（1413年））は、明の永楽帝の妃嬪。朝鮮の人。本貫は谷山呂氏。

## 経歴
籍貫は豊海道谷城郡。護軍呂貴真と張氏の娘として生まれた。永楽6年（1408年）、明に献上されて後宮に入り、婕妤（嬪）となった。呂貴真は明の光禄寺少卿に任じられた。後に、「美人」（嬪より低い）と呼ばれた（降格されたと考えられている）。
同じく朝鮮出身の妃嬪に権賢妃がいたが、権賢妃は永楽帝の寵愛を受けていた。呂氏はこれに嫉妬し、権賢妃が後宮の管理を任された際、権賢妃に対して無礼な態度を取った。永楽8年（1410年）、権賢妃は永楽帝の韃靼（北元）への征戦につき従った。凱旋すると、権賢妃は臨城において薨去した。永楽帝はその死を悼み、かつ不審を抱いた。3年後、権賢妃の宮女は呂氏の宮女と喧嘩して、「お前の主が私たちの主を毒殺した」と主張した。呂氏らは過酷な拷問を受けた末、宦官によって、権賢妃の胡桃面茶（粉を糊状に煮た食品）に毒を盛ったことを自供した。呂氏の使用人たちはことごとく処刑され、呂氏は1か月にわたって熱した鉄で焼烙を受け、残忍な方法で処刑された。
永楽帝は朝鮮に対し「呂氏の家族が再び来ることを許さない」と伝えた。呂貴真は既に死去しており、朝鮮の政府は議論の後、呂氏の家族らをことごとく釈放し、呂氏の母の張氏だけが収獄された。翌月、張氏も釈放された。その後、明へ「呂氏の母を処刑した」との報告を行い、永楽帝は満足した。

## 伝記資料
- 『明成祖実録』
- 『朝鮮王朝実録』